# 1990년 쌍방울 레이더스 시즌
1990년 쌍방울 레이더스 시즌은 쌍방울 레이더스의 창단 첫 시즌이다. 김인식 감독이 부임했고, 팀은 KBO 퓨쳐스리그에만 참가했으며, 2위 롯데 자이언츠 2군을 승률 1할이 넘는 차이로 따돌리고 퓨쳐스 리그 우승을 차지했다.
한편, 당초 대만-일본 전지훈련설이 있었으나  이런저런 사정 때문에 좌절되자 하와이에서 훈련했다.

## 코치 및 프런트
- 구단주 : 이봉녕
- 대표이사 : 남기룡
- 단장 : 박영규
- 수석코치 : 임신근
- 투수코치 : 김윤겸
- 타격코치 : 김준환, 우경하, 최영상
- 수비코치 : 유지훤

## 타이틀
- 출장(타자): 윤혁 (62)
- 타석: 윤혁 (281)
- 안타: 이창원 (80)
- 홈런: 이창원 (13)
- 타점: 이창원 (59)
- 도루: 김평호 (27)
- 평균자책점: 진동한 (1.25)
- 완투: 진동한 (5)
- 다승: 진동한 (7), 이재홍 (7)
- 세이브: 박종철 (5)
- 세이브포인트: 박종철 (7)

## 선수단
- 선발투수 : 이재홍, 진동한, 김석기, 한오종
- 구원투수 : 손문곤, 김봉근, 김기완, 정인조, 신대형, 구대진, 정윤원, 강상진, 최한림, 정대용
- 마무리투수: 박종철
- 포수 : 공봉구, 김호근 (시즌 중 OB에서 이적), 최해식, 임기정
- 내야수 : 김호, 이승희[2], 양후승, 김만후, 서창기, 김경수, 김영운, 유동효
- 외야수 : 윤혁, 이창원, 김평호, 이연수, 조용호, 장희현, 홍경표

## 여담
- 1989년 11월에 박종철을 자유계약으로 영입하여 박종철은 쌍방울 레이더스와 계약한 첫 선수가 되었다.
- 1989년 11월 6일에 1차 지명으로 최해식을 영입한 것이 구단 역사상 첫 드래프트를 통한 영입이다. 이때 1차 지명에서 함께 지명된 박찬홍은 입단을 거부했는데, 구단 사상 고졸우선지명을 제외한 1차 지명자 중 입단하지 않은 선수는 박찬홍이 유일하며, 해당 드래프트 1차 지명자 중 유일하게 입단이 불발된 선수이기도 하다. 참고로 첫 2차 지명자는 투수 정인조다.
- 1990 신인드래프트에서 KBO 리그 사상 최초의 특별지명을 통해 10명의 선수를 1, 2차 지명 사이에 지명했다. 이 10명에는 투수, 포수, 내야수, 외야수까지 모든 포지션의 선수들이 포함되었다.
- 1989년 12월 27일에 삼성 라이온즈로부터 진동한을 영입한 것이 구단 역사상 첫 트레이드다.
- 고졸 연고구단 자유계약으로 입단한 최한림은 KBO 리그 역대 최초의 좌완 사이드암 투수다.
- 등번호 중 김호의 5번, 임신근의 92번, 유지훤의 94번은 구단 해체 때까지 주인이 바뀌지 않았다.
- 1991 신인드래프트에서 조규제는 구단 사상 최초로 1차 지명된 투수가 되었다.